# Derovatellus corvus
Derovatellus corvus är en skalbaggsart som beskrevs av Guignot 1954. Derovatellus corvus ingår i släktet Derovatellus och familjen dykare. Inga underarter finns listade i Catalogue of Life.